# Tavricseszkojei járás

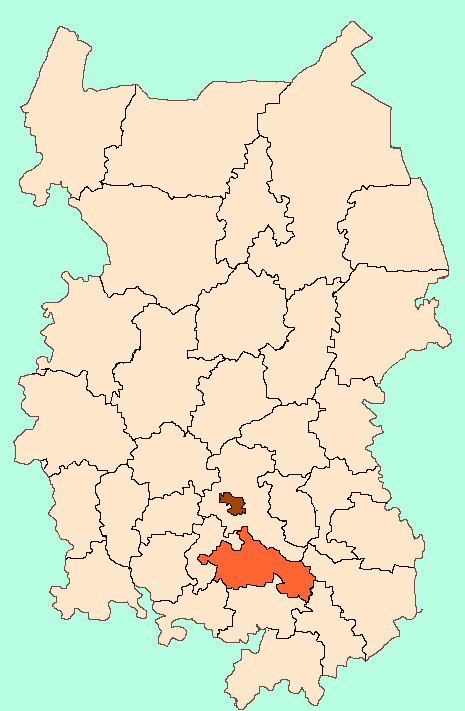
A Tavricseszkojei járás az Omszki területen

A Tavricseszkojei járás (oroszul Таврический район) Oroszország egyik járása az Omszki területen. Székhelye Tavricseszkoje.

## Népesség
- 1989-ben 47 751 lakosa volt.
- 2002-ben 38 840 lakosa volt.
- 2010-ben 36 458 lakosa volt, melynek 75,2%-a orosz, 9,9%-a kazah, 6,1%-a ukrán, 4,4%-a német, 0,8%-a tatár.